# Aleix Gómez
Aleix Gómez Abelló  (født 7. maj 1997 i Sabadell) er en spansk håndboldspiller som spiller for FC Barcelona og Spaniens herrehåndboldlandshold.
Han deltog i EM i håndbold 2020 i Sverige/Østrig/Norge, og han var med til med det spanske landshold at vinde bronze ved OL 2020 i Tokyo (afholdt 2021), efter at holdet tabte semifinalen til Danmark, men vandt bronzekampen mod Egypten.